# Randia amazonasensis
Randia amazonasensis är en måreväxtart som beskrevs av Julian Alfred Steyermark. Randia amazonasensis ingår i släktet Randia och familjen måreväxter. Inga underarter finns listade i Catalogue of Life.